# مؤتمر علماء بغداد (كتاب)
مؤتمر علماء بغداد هو عنوان كتاب من تأليف مقاتل بن عطية البكري نسباً والحنفي مذهباً صهر نظام الملك الطوسي أحد علماء القرن الخامس، حيث يروي فيه المناظرة العلمية‌ التي تمت بين حسين بن علي العلوي العالم الشيعي والعباسي زعيم علماء أهل السنة لمدة ثلاثة أيام في بغداد والذي أدى إلى تشيع الملك، والوزير، وأغلب العلماء والوزراء، والقواد الحاضرين في المجلس. تم طبع ونشر الکتاب لأول مرة عام 1958 في الكراتشي.

## محتوى الكتاب
يحتوي كتاب مؤتمر علماء بغداد على مناظرة، انعقدت بين العالم العلوي الشيعي والعالم العباسي السني الذان جمعهما السلطان ملك شاه السلجوقي، تحت إشراف العالم الوزير نظام الملك الطوسي.

### مقدمة الكتاب
جاء في وصف «ملك شاه سلجوقي»، ووزيره نظام المُلك (مؤسس المدرسة النظامية في بغداد)

### كيفية انعقاد المناظرة
ذكرت كيفية انعقاد المناظرة وقال: 
وذات مرّة دخل على الملك شاه أحد علماء الشيعة... ولمّا خرج العالم من عند الملك استهزء به بعض الحاضرين فقال الملك: لماذا إستهزئتَ به؟ قال الرجل: ألا تعرف أيها الملك انه من الكفار الذين غضب الله عليهم ولعنهم؟ فقال الملك: ولماذا؟ أليس مسلماً؟ فقال الرجل: كلا انه شيعي!، فقال الملك: ومامعنى الشيعي؟ أليس الشيعة هم فرقة من فرق المسلمين؟ قال الرجل: كلا انهم لايعترفون بخلافة أبي بكر وعمر وعثمان، قال الملك: وهل هناك مسلم لايعترف بإمامه هؤلاء الثلاثة؟ قال الرجل: نعم هؤلاء هم الشيعة، قال الملك: وإذا لايعترفون بإمامة هؤلاء الصحابة فلماذا يسميّهم الناس مسلمين؟ قال الرجل: ولذا قلت لك انهم كفار...
فأحضر الملك الوزير نظام الملك الطوسي واستشاره في الأمر، ثم طلب منه أن يدعو علماءً من الشيعة والسنة لينكشف عليه الحقيقة، فبذلك انعقد المؤتمر.

### اجتماع علماء السنة والشيعة
قد ذكر شروط الوزير الثلاثة لانعقاد المؤتمر فهي:
أولاً: ان يستمر البحث من الصباح إلى المساء باستثناء وقت الصلاة والطعام والراحة.
ثانياً: ان تكون المحادثات مستندة إلى المصادر الموثوقة والكتب المعتبرة لاعن المسموعات والشايعات.
ثالثاً: ان تُكتب المحادثات التي تدور في هذا المؤتمر.

### محاور المناظرة
الكلام حول الصحابة، جمع القرآن وتدوينه، الإمامة والخلافة، نسبة الإدعاء بتحريف القرآن، رؤية الله وصفاته، المحكم والمتشابه في القرآن، الجبر والتخيير، نبسة الإدعاء بأن النبي (ص) يشك بنبوته والتصرفات التي لا تليق بمقامه، فيمن نزلت (عبس وتولى)، أحوال الخلفاء الثلاثة ووصولهم إلى الحكم، أخبار عثمان بن عفان، حديث العشرة المبشرين بالجنة، عدالة الصحابة، مؤهلات الإمام علي دون غيره، عمر بن الخطاب واجتهاده أمام النص، زواج المتعة، عمر بن الخطاب والفتوحات، فتوحات الإمام علي، ما ورد في أبي بكر وخالد بن الوليد، الثلاثة المسلمين الأوائل وبغض المؤرخين لهم وذريتهم، فاطمة الزهراء والخلفاء، الخلفاء اثنا عشر، المهدي المنتظر، انتشار البدع عند المسلمين، من مات ولم يعرف إمام زمانه.

### الخاتمة
انتهت المناظرة بإعلان الملك تشيّعه مع الوزير.

## الترجمات والشروح

### الترجمة
- ترجم الكتاب إلى اللغة الفارسية بعنوان «راهي به سوى حقيقت» [11]
- ترجم الكتاب إلى اللغة الفرنسية بعنوان «La Conferense des savants de Bagdad».[12]

### الشرح
- كتاب «أبهى المداد في شرح مؤتمر علماء بغداد» من ابن عطية.[13]

### نقد
والكتاب تعرض لنقد علمي من قبل بعض الباحثين الاكاديميين، حيث ان المصادر التاريخية لم تذكر هذا المؤتمر أو تشر أليه، وان السلطان السلجوقي ووزيره، كانوا من أشد الناس تعصبا للمذهب السني، مما يخالف ما يعرضه هذا الكتاب ويجعله من كتب الخيال الشعبي في نظر الباحث.

## طالع ايضاً
- ليالي بيشاور
- ثم اهتديت